# Сел су Гузон
Сел су Гузон (фр. Celle-sous-Gouzon) је насеље и општина у централној Француској у региону Лимузен, у департману Крез која припада префектури Гере.
По подацима из 2011. године у општини је живело 135 становника, а густина насељености је износила 9,59 становника/km². Општина се простире на површини од 14,07 km². Налази се на средњој надморској висини од 430 метара (максималној 438 m, а минималној 375 m).

## Демографија
| 1962. | 1968. | 1975. | 1982. | 1990. | 1999. | 2011. |
| ----- | ----- | ----- | ----- | ----- | ----- | ----- |
| 229   | 232   | 226   | 203   | 162   | 138   | 135   |

График промене броја становника у току последњих година